# Jacques Charles Dupont de l’Eure

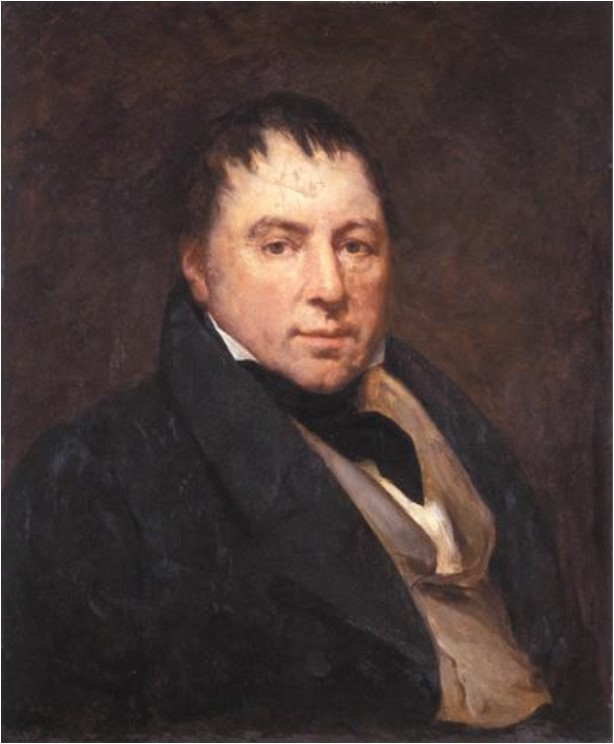
Jacques Charles Dupont de l'Eure, Porträtgemälde von Ary Scheffer (um 1830–1831), Musée d’Évreux

Jacques Charles Dupont, genannt Dupont de l'Eure (* 27. Februar 1767 in Le Neubourg; † 2. März 1855 in Rouge-Perriers), war als französischer Politiker Zeuge und Akteur von drei Revolutionen: 1789, 1830 und 1848. Er war der erste Präsident des Ministerrates der Zweiten Französischen Republik.

## Leben
Jacques Dupont stammte aus einer kleinbürgerlichen Familie im heutigen Département Eure; er war der Sohn von Pierre-Nicolas Dupont, einem Viehhändler in Le Neubourg, und Marthe Anson. Er studierte Jura unter dem berühmten Anwalt Férey, der mit seinen Eltern befreundet war, und wurde 1789 als Anwalt ins Parlement de Normandie aufgenommen.

### Justizkarriere während der Revolution und des Kaiserreichs
Nach der Gründung des Departements Eure am 4. März 1790 nannte er sich Dupont de l’Eure, um sich von Dupont de Nemours zu unterscheiden, und begann eine juristische und politische Karriere: an seinem 25. Geburtstag wählten ihn seine Mitbürger zum Gemeindebeamten von Le Neubourg (27. Februar 1792). Als Verwalter des Distrikts Louviers (20. November 1793–30. Brumaire II) und Richter am Zivilgericht dieser Stadt (17. Januar 1794–28. Nivose II) wurde er im Jahr V zum Stellvertreter des Kommissars des Exekutivdirektoriums beim Gericht des Departements Eure und im Jahr VI zum öffentlichen Ankläger beim Kriminalgericht des Departements Eure ernannt.
Am 14. April 1798 (25. Germinal VI) wurde er zum Abgeordneten des Departements Eure im Rat der Fünfhundert gewählt. In dieser Versammlung spielte er eine zurückhaltende Rolle, befürwortete den Staatsstreich des 18. Brumaire VIII und wurde im Konsulat zum Berater des Berufungsgerichts von Rouen, kurz darauf zum Präsidenten des Kriminalgerichts von Eure und am 14. Juni 1804 (25. Prairialjahr XII) zum Ritter der Ehrenlegion ernannt. In seiner Funktion als Richter zeigte er eine mutige Unabhängigkeit von den Forderungen der kaiserlichen Regierung, insbesondere in dem Prozess gegen eine Adelsfamilie, die man in die Chouannerie verwickeln wollte und die er entlaeten konnte (11. März 1809).
Trotz dieser Unabhängigkeit machte Napoleon I. ihn zum Chevalier de l’Empire (26. April 1810) und ernannte ihn im Zuge der Neuorganisation der Gerichte zum Berater am kaiserlichen Gerichtshof in Rouen (1811) und später zum Kammerpräsidenten an diesem Gerichtshof (1812).
Zweimal wurde er vom Kollegium des Departements Eure zum Kandidaten für den Corps législatif gewählt, doch erst am 6. Januar 1813 wurde er vom Sénat conservateur zugelassen.

### Als Gegner der Restauration
Während der Ersten Restauration setzte er als Vizepräsident der Kammer durch, dass die mehr oder weniger feudalen Eidesformeln des Ancien Régime durch den Eid der „Treue zum König und zur Charta“ ersetzt wurden.
Während der Herrschaft der Hundert Tage wurde er am 9. Mai 1815 vom Kollegium des Departements Eure zum Vertreter gewählt. Er wurde zum zweiten Vizepräsidenten der Kammer gewählt und stellte sich an die Spitze derjenigen, die sich einer möglichen Rückkehr Napoleons I. zum Absolutismus widersetzten. Nach der Schlacht bei Waterloo ließ er in die Erklärung vom 4. Juli 1815 einfügen, dass „Frankreich keine andere Regierung anerkennen wird als diejenige, die ihm durch frei vereinbarte Institutionen die Gleichheit vor dem Gesetz, die Freiheit des Einzelnen, die Presse- und Religionsfreiheit, das Geschworenenwesen, die Unverletzlichkeit der nationalen Domänen und alle großen Ergebnisse der Revolution garantiert“. Am nächsten Tag beantragte er, dass eine Deputation der Kammer diese Erklärung den verbündeten Herrschern überbringen sollte. Der Antrag wurde angenommen und er wurde zur Teilnahme an dieser Delegation bestimmt, der es jedoch aufgrund der Ereignisse nicht möglich war, ihrem Auftrag zu erfüllen.
Diese Haltung verhinderte jedoch nicht, dass er als Abgeordneter in die Chambre introuvable von 1815 gewählt wurde. Nach deren Auflösung kandidierte er im Departement Eure, doch die Regierung ließ ihn aus dem Generalrat dieses Departements ausschließen. Das Departementskollegium konnte sich nicht in ausreichender Zahl konstituieren, und er wurde erst im folgenden Jahr (20. September 1817) zum Abgeordneten des Departements Eure gewählt. Er nahm seinen Platz in der konstitutionellen Opposition ein, prangerte die Willkür der Minister an, verteidigte die Sache der Mitglieder der Ehrenlegion, forderte eine rigorose Sparsamkeit bei den Finanzen, verlangte die Kürzung der großen Gehälter, angefangen bei denen der Regierungsmitglieder, unterstützte das Gesetz über die Rekrutierung, forderte die Aburteilung von Pressevergehen durch Geschworene, protestierte gegen die Ungleichheit des Solds zwischen den Schweizern der Garde des Königs und dem Rest der Armee und bekämpfte den Antrag François Barthélemys zur Änderung des Wahlgesetzes.
1818 strich das Ministerium seinen Namen aus dem neuen Kader der Richterschaft, was seiner Absetzung als Kammerpräsident am königlichen Hof in Rouen gleichkam. Pierre-Jean de Béranger rächte ihn dafür mit seinem Lied Le Trembleur. Um ihm die Zahlung des Wahlzensus zu ermöglichen, organisierten seine Landsleute eine Subskription, dank der sie ihm 1824 die Domaine du Hom in der Nähe von Beaumont-le-Roger (Eure) schenkten.
Während der Sitzungsperiode 1820 beteiligte sich Dupont de l'Eure an der Diskussion über die Änderungen, die an Artikel 361 der Strafprozessordnung über die Geschworenen vorgenommen werden sollten, und bekämpfte energisch den Gesetzentwurf über die Zensur von Zeitungen. Während der Restauration war er ständig Abgeordneter: am 4. November 1820 im 2. Wahlbezirk des Departements Eure (Pont-Audemer); nachdem er seinen Sitz am 25. Februar 1824 an Chrestien de Fumechon verloren hatte, wurde er am 2. August des folgenden Jahres im 1. Arrondissement von Paris als Nachfolger von General Foy, der sich für Vervins entschieden hatte, gewählt; am 17. November 1827 im 1. Arrondissement von Paris und am selben Tag im Departement Eure im 2. Arrondissement (Pont-Audemer) und im 3. Arrondissement (Bernay).
Während dieser Legislaturperioden stand Dupont de l'Eure ständig in der ersten Reihe der liberalen Opposition. Er unterzeichnete die Adresse der 221 gegen das Ministerium Polignac.

### Feindseligkeit gegenüber der Julimonarchie
Er wurde am 12. Juli 1830 in Bernay wiedergewählt und befand sich in Rouge-Perriers in der Nähe von Le Neubourg, als die Juliordonnanzen (26. Juli 1830) verkündet wurden. Er eilte nach Paris und schwankte eine Weile zwischen der Republik und dem jüngeren Zweig der Bourbonen, folgte aber schließlich La Fayette, der in der Julimonarchie „die beste aller Republiken“ erkennen wollte, und dem liberalen Bankier Jacques Laffitte, der am 2. November 1830 Ministerpräsident wurde.
Dupont de l'Eure wurde in dem von der Pariser Stadtkommission am 31. Juli ernannten Ministerium (Ministère nommé par la commission municipale de Paris) als Justizminister nominiert und im Provisorischen Ministerium vom 1. August 1830 bestätigt. In dieser Eigenschaft nahm er am 9. August den Eid von Louis-Philippe I. als König der Franzosen entgegen. Er behielt sein Portefeuille im Ersten Ministerium der Herrschaft von Louis-Philippe I., das am 11. August gebildet wurde, und in der Regierung Laffitte, die am 2. November folgte.
Schon bald geriet er in Konflikt mit dem König, der seine Rauheit, sein offenes Wort und seine blumige Sprache nicht mochte. Er nutzte den erzwungenen Rückzug La Fayettes Ende 1830, um von der Regierung zurückzutreten (27. Dezember 1830) und ging fortan eine Opposition gegen die parlamentarische Monarchie ein, die durch das Aufkommen der Widerstandspartei 1831 und die Machtübernahme François Guizots und der Doctrinaires 1840 noch verstärkt wurde.
Am 5. Juli 1831 wurde er wiedergewählt. Der tragische Tod des jungen François-Charles Dulong, seines Verwandten und, wie es heißt, seines leiblichen Sohnes, führte dazu, dass er nicht mehr in der Kammer erschien und dann sein Mandat als Abgeordneter niederlegte. Die Wähler des 7. Kollegiums des Departements Eure (Brionne) wählten ihn jedoch am 21. Juni 1834 und Dupont de l'Eure nahm seinen Sitz auf der äußersten linken Seite der Kammer wieder ein. Er wurde am 4. November 1837, am 2. März 1839, am 9. Juli 1842 und am 1. August 1846 wiedergewählt.
Im Jahr 1847 nahm er aktiv an der Campagne des Banquets teil und leitete am 12. Dezember in Le Neubourg ein Bankett, das für Aufsehen sorgte.

### Späte Anerkennung in der Zweiten Republik
„1848 verkörpert dieser historische Republikaner, der zwei Jahre vor Bonaparte geboren wurde, die revolutionäre Beständigkeit in einer Zweiten Republik, die die erste Republik nachäfft und in seiner Person die Erinnerung an das Gründungsregime ehrt. […] Der Sturz des Königs der Franzosen krönt sein Alter und verleiht seiner Figur den Charakter einer populären Ikone, den La Fayette 1830 mehr oder weniger hatte“, so Benoît Yvert.
In der Sitzung der Kammer am 24. Februar 1848, nachdem die Versammlung gestürmt worden war, wurde Dupont de l'Eure auf den Stuhl getragen und leitete die Ausrufung der Zweiten Republik. Laut Alphonse de Lamartine war er 81 Jahre alt und „ein grüner Greis von Geist, gerade von Sinn, unnachgiebig in der Emotion, unerschrocken im Blick“. „Bei jedem Schritt“, so Lamartine, „war man gezwungen, Dupont de l'Eure hochzuheben, um die Leichen von Männern und Pferden, die Waffenberge und die von Blutflecken zu überwinden, die die Umgebung des Rathauses übersäten“.

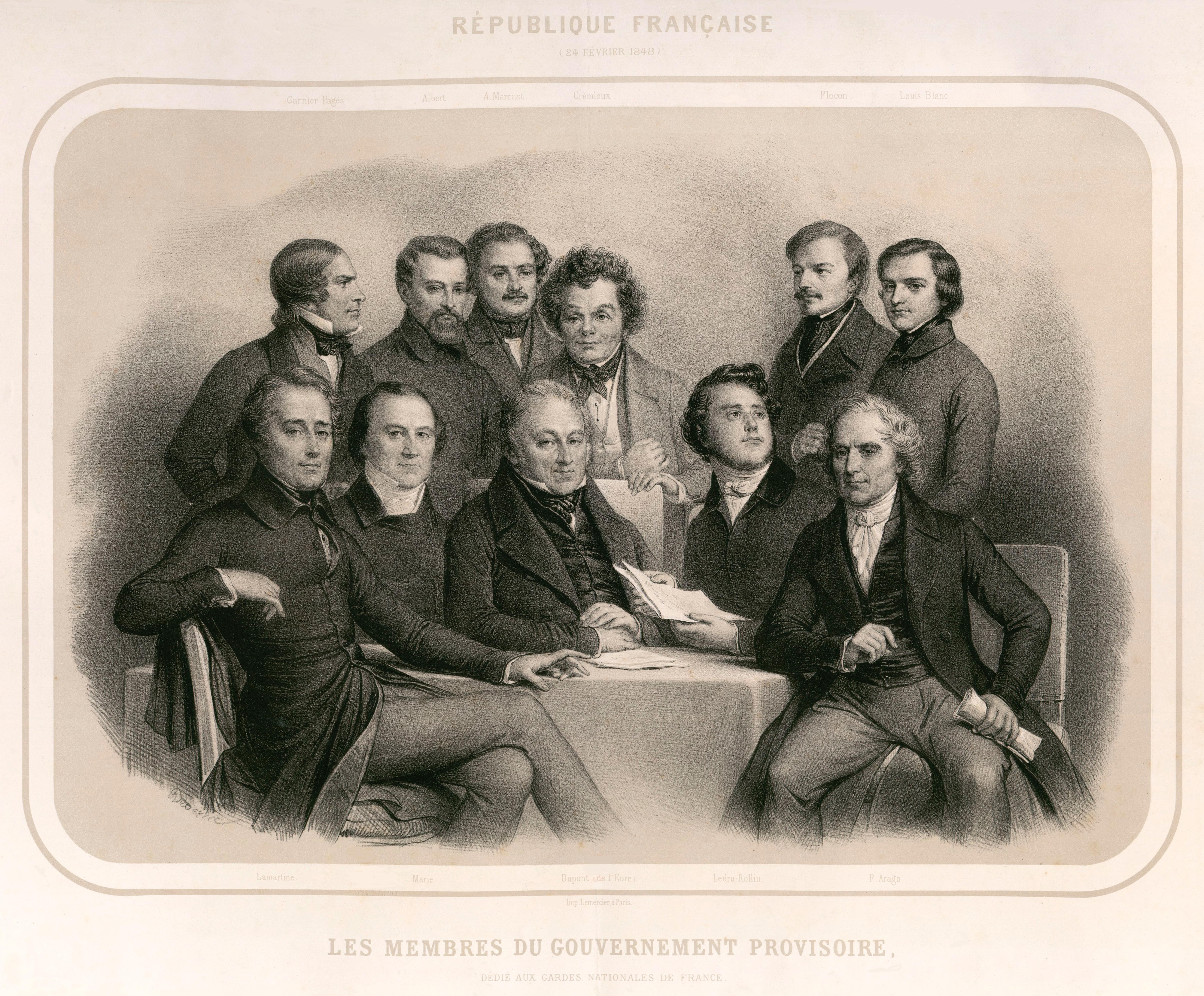
Die Mitglieder der provisorischen Regierung von 1848, erste Reihe Mitte: Dupont de l‘Eure

Am selben Tag wurde Dupont de l'Eure unter dem Druck des Volkes zum Mitglied der provisorischen Regierung und später zum Vorsitzenden des Ministerrats ernannt, womit er zum Präsidenten der provisorischen Regierung wurde. Er war der erste Anführer der Französischen Republik, der den Titel eines Präsidenten trug, obwohl die Amtseinführung des Präsidenten der Französischen Republik Louis-Napoléon Bonaparte zufiel. Seine Funktion war im Wesentlichen symbolisch: er bewahrte die bunt zusammengewürfelte Koalition, die die Julimonarchie gestürzt hatte, davor, sich auf einen Anführer einigen zu müssen. Seine Popularität ermöglicht es ihm außerdem, die Pariser Bevölkerung in Schach zu halten, die viel weiter nach links zu tendieren schien als die meisten ihrer Anführer: „Sein Name und sein Alter“, so Lamartine, einer der stärksten Männer der neuen Regierung, „dienten mächtig dazu, der Menge Anstand einzuprägen. Die Verehrung, die man für diesen alten Mann empfand, strahlte auf die Regierung aus und trug viel dazu bei, dass sie akzeptiert wurde“. Dupont de l'Eure war überglücklich: „Wenn diese Revolution nur diesen einen Tag gehabt hätte und wenn meine letzten Jahre nur diese eine Stunde gehabt hätten, würde ich nichts von den achtzig Jahren Arbeit, die Gott mir geschenkt hat, bereuen“. Er ließ sich im Petit Luxembourg nieder, wo er eine ephemer Gnade genießen konnte und de facto seine gesamte Macht an Lamartine delegierte.
Am 23. April 1848 wurde er vom Département Eure und vom Département Seine in die verfassungsgebende Versammlung gewählt, wobei er sich für das Département Eure entschied. Am 4. Mai übergab er der Versammlung die Vollmachten der provisorischen Regierung und weigerte sich, der Commission éxécutive anzugehören. Sein hohes Alter hielt ihn häufig von den Sitzungen fern. Dennoch stimmte er für die Verbannung der Familie Orléans, für das Dekret über die politischen Klubs, gegen die Verfolgung von Louis Blanc und Marc Caussidière, für die Abschaffung der Todesstrafe, gegen die Proposition Grévy, gegen das Recht auf Arbeit, für die Senkung der Salzsteuer, gegen die Proposition Rateau, gegen die Überweisung der Angeklagten vom 15. Mai an das Hohe Gericht usw. Im Konflikt zwischen Louis-Napoléon Bonaparte und General Cavaignac ergriff er offen Partei für letzteren und auf seine Initiative hin wurde im November 1848 über die Tagesordnung abgestimmt, in der erklärt wurde, „dass General Cavaignac sich um das Vaterland wohlverdient gemacht hat“.
Am 13. Mai 1849 wurde er nicht in die gesetzgebende Versammlung gewählt. Ebenso scheiterte er am 8. Juli bei einer Nachwahl in Bouches-du-Rhône, bei der General Changarnier ersetzt werden sollte, der sich für Somme entschieden hatte, in Calvados, die durch den Tod von Armand Deslongrais ausgelöst worden war, und in Charente-Inférieure, wo zwei Vertreter ersetzt werden sollten. Er zog sich daraufhin aus dem öffentlichen Leben zurück und starb 1855 im Alter von 88 Jahren. Er wurde auf dem Friedhof von Le Neubourg beigesetzt.

## Familie und Nachkommen
Die Duponts (aus dem Departement Eure) sind eine ländliche  bürgerliche Familie.  Sie übten seit mehreren Generationen die für ihre Gegend typischen Berufe aus, die mit dem Fleischhandel verbunden sind (die Herden werden vom Pays d’Auge über Le Neubourg nach Paris getrieben). Jacques-Charles' Urgroßvater, der Ochsenhändler Jean Dupont, wurde zu einem wohlhabenden Kaufmann und heiratete eine der Töchter des Steuerprokurators von Le Neubourg. Jacques-Charles Dupont de l'Eure heiratete Elisabeth Pauline Mordret, die Tochter eines Rechtsanwalts, Bailli von Igoville und Prokurators des Bezirks Louviers. Das Paar hatte zwei Kinder: Pauline Dupont de l'Eure (1819–1893), die unverheiratet blieb und keine Nachkommen hatte, und Charles Dupont de l'Eure (1822–1872), der Polytechniker war und zum Abgeordneten gewählt wurde.